# Fideliinae
A Fideliinae a  rovarok osztályába sorolt a hártyásszárnyúak (Hymenoptera) rendjében, a fullánkosdarázs-alkatúak (Apocrita) alrendjébe tartozó a művészméhek (Megachilidae) családjának egyik alcsaládja.

## Származásuk, elterjedésük
Jellemzően a déli féltekém élnek: a Neofidelia nem Chilében, a Parafidelia Namíbiától Észak-Afrikáig terjedt el. Ennek ellenére valószínűsítik, hogy a taxon már a kontinensek szétválása előtt a (korai kréta időszakban, mintegy 136 millió éve) elkülönült, és ezzel ez a méhek egyik legősibb csoportja.
A Kárpát-medencében nem fordulnak elő.

## Megjelenésük, felépítésük
Sűrűn szőrös testük számos ősi bélyeget hordoz.

## Életmódjuk, élőhelyük
Röptük gyors.

## Rendszertani felosztásuk
Egyes rendszertanászok a taxont önálló családnak sorolták be.
Az alcsaládba két nemzetséget sorolnak:
- Fideliini nemzetség
  - Fidelia nem
    - Fidelia borearipa
    - Fidelia braunsiana
    - Fidelia fasciata
    - Fidelia friesei
    - Fidelia hessei
    - Fidelia kobrowi
    - Fidelia major
    - Fidelia ornata
    - Fidelia pallidula
    - Fidelia paradoxa
    - Fidelia ulrikei
    - Fidelia villosa

- - Neofidelia nem
    - Neofidelia longirostris
    - Neofidelia profuga

- Pararhophitini nemzetség
  - Pararhophites nem
    - Pararhophites clavator
    - Pararhophites orobinus
    - Pararhophites quadratus